# كلاوديو لومبارديلي
كلاوديو لومبارديلي (بالفرنسية: Claudio Lombardelli)‏ (14 أكتوبر 1987 بإيش سوغ ألزيت في لوكسمبورغ - ) هو لاعب كرة قدم لوكسمبورغي في مركز الوسط. شارك مع منتخب لوكسمبورغ لكرة القدم. أما مع النوادي، فقد لعب مع جينيس إيسش وUnion 05 Kayl-Tétange ‏.

## وصلات خارجية
- كلاوديو لومبارديلي على موقع الاتحاد الدولي (مؤرشف)  (الإنجليزية)
- كلاوديو لومبارديلي على موقع قاعدة بيانات كرة القدم.إي يو (الإنجليزية)
- كلاوديو لومبارديلي على موقع ناشيونال فوتبول تيمز (الإنجليزية)
- كلاوديو لومبارديلي على موقع Soccerway.com (الإنجليزية)
- كلاوديو لومبارديلي على موقع عالم كرة القدم.نت (الإنجليزية)